# 煎饼馃子
煎饼馃子，常作“煎饼果子”，又称天津煎饼，是一种起源于天津的风味小吃。煎饼馃子的确切起源已无从考证，但被认为与天津码头文化密切相关，其最早见诸现代报刊是1933年11月20日的天津《大公报》副刊。2017年6月，煎饼馃子制作技艺入选天津市第四批市级非物质文化遗产名录。
煎饼馃子在制作上，以绿豆面为主的杂粮面糊摊製的薄饼、再於餅上打入雞蛋攤開、涂抹甜面酱、腐乳、辣椒等酱料後，捲起再裹入油条（又稱馃子）、馃篦（又名薄脆，薄片狀馃子）等食材及調料作成的街头小吃，其特点是煎饼柔软而清香，馃子油润而略咸，馃箅脆香，在天津地区最初作为夜宵，但现在主要作为早餐食用，是天津市具有当地代表性且备受欢迎的风味小吃。
目前，煎饼馃子在起源地天津最为流行，在中国各地乃至世界多地有销售，其中多数为各地改良后的制作方法，但无论采用传统制作工艺或改良工艺，皆常见以“天津煎饼馃子”的招牌招徕顾客。

## 历史

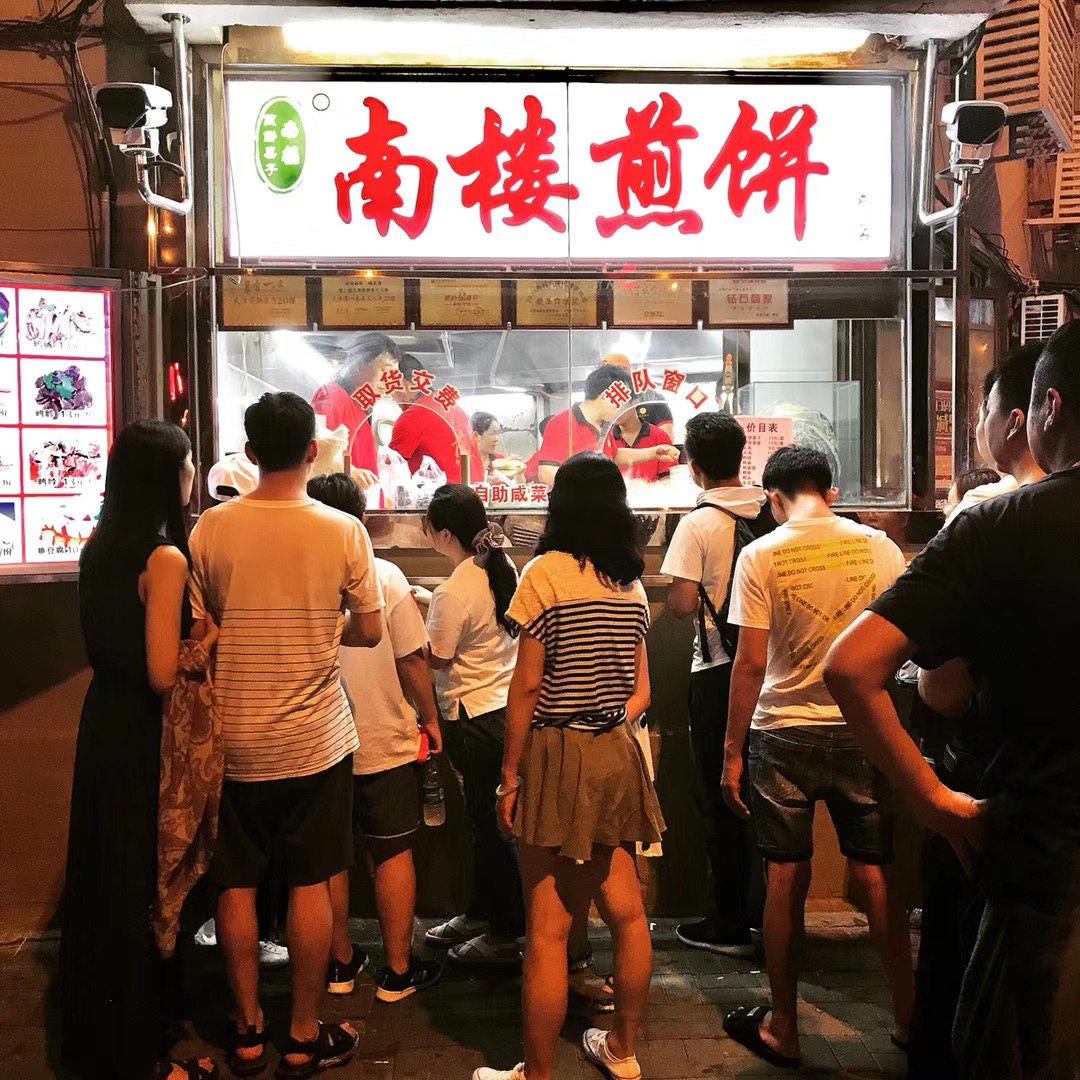
天津的一家煎饼馃子店铺

煎饼作为一个中式食品的大类，根据对考古遗址的砖画和流传下来的陶器的研究发现，煎饼的起源不晚于距今5000年前。起源于天津的煎饼馃子即是其中一个具有影响力的代表。天津自明代建卫城之后，漕运海运在此交汇繁荣，天津成为明清时期重要的商业中心和军事重镇，从而也汇集了由各地商贾携之而来的各种小吃风味，逐渐形成别具一格兼采众长的津味饮食。有说法认为以山东传来的煎饼之法改良，卷食相对小巧紧凑类似江南做法的油条。亦有说法认为煎饼馃子在天津已有600年历史。天津民俗专家由国庆认为，煎饼馃子的由来和流行与天津的码头文化密切相关，天津作为河海商埠大码头，搬运工、买卖人较多，煎饼馃子可以边单手握边劳作，成了因需而来的快餐。
煎饼馃子最早见诸现代报刊是1933年11月20日的《大公报》副刊《天津市的小饭馆》一文，并指当时煎饼馃子多在夜间作为夜宵销售。关于天津煎饼馃子的制作方法，最早的可查證紀錄出自1942年《津津月刊》第3期所刊载的《闲话天津》一文，當中记载道“法以绿豆磨汁，展成薄饼，中杂以小虾米及葱花，以平锅煎成，裹以馃子，或佐以面酱，味极甘美。”根据《天津通志·二商志》，最初天津地区的煎饼馃子只有夹棒槌型馃子一种，并不流行在摊製煎饼时投放鸡蛋，饼皮所涂抹的面酱不掺水，仅投放碎末状葱花。
1939年以前，煎饼馃子大多由挑扁担的商贩售卖，担子一端有个小炉子，现摊现卖。1939年水灾后，卖煎饼馃子的商贩逐渐改成了小推车，同时炸馃子、摊煎饼，现场炸制的馃子裹入煎饼的口味更佳。

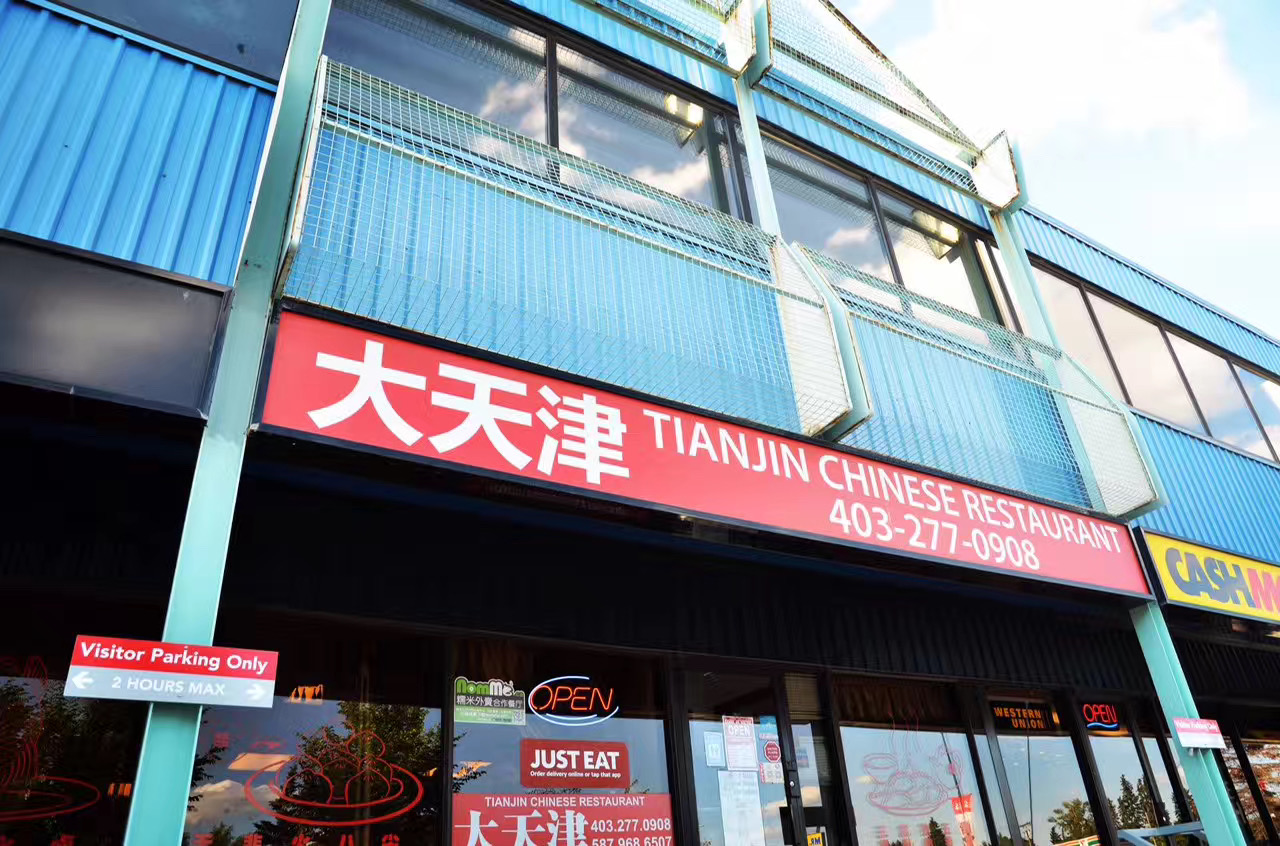
加拿大卡尔加里的一家贩卖煎饼馃子的天津风味中餐厅

1950年代，公私合营之时，由于贩售煎饼馃子的多为小商贩，故不在公私合营之列，未受影响。1960年代开始取缔商贩至文革结束，卖煎饼果子的私人摊贩在天津一时消声匿迹，直至1970年代末改革开放后重现，但由于文革时期，城市居民夜间生活长期匮乏，原本作为夜宵的煎饼摊贩，也逐渐都改为早晨出摊。煎饼馃子由夜宵为主，逐渐转变为天津地区早餐的主要选择。但这一时期由于物资匮乏，用料的制备和操作技艺都比1950年代前粗糙了许多，煎饼的主料并不讲究，直接用各种杂豆或谷物粉冲成，既不加盐也无五香粉，味道大不如前。且当时的煎饼馃子的煎饼皮多为提前制备，售卖时二次加工，而非现场摊製。物资逐渐丰富后，煎饼馃子的用料开始讲究、发展演变迅速、投料升级，开始出现夹两折的馃箅的新品种，煎饼摊鸡蛋的做法开始成为主流，鸡蛋可使口感更加松软，亦可避免摊製煎饼时饼皮出现漏洞、破损，此时有了“鸡蛋煎饼馃子”的说法。

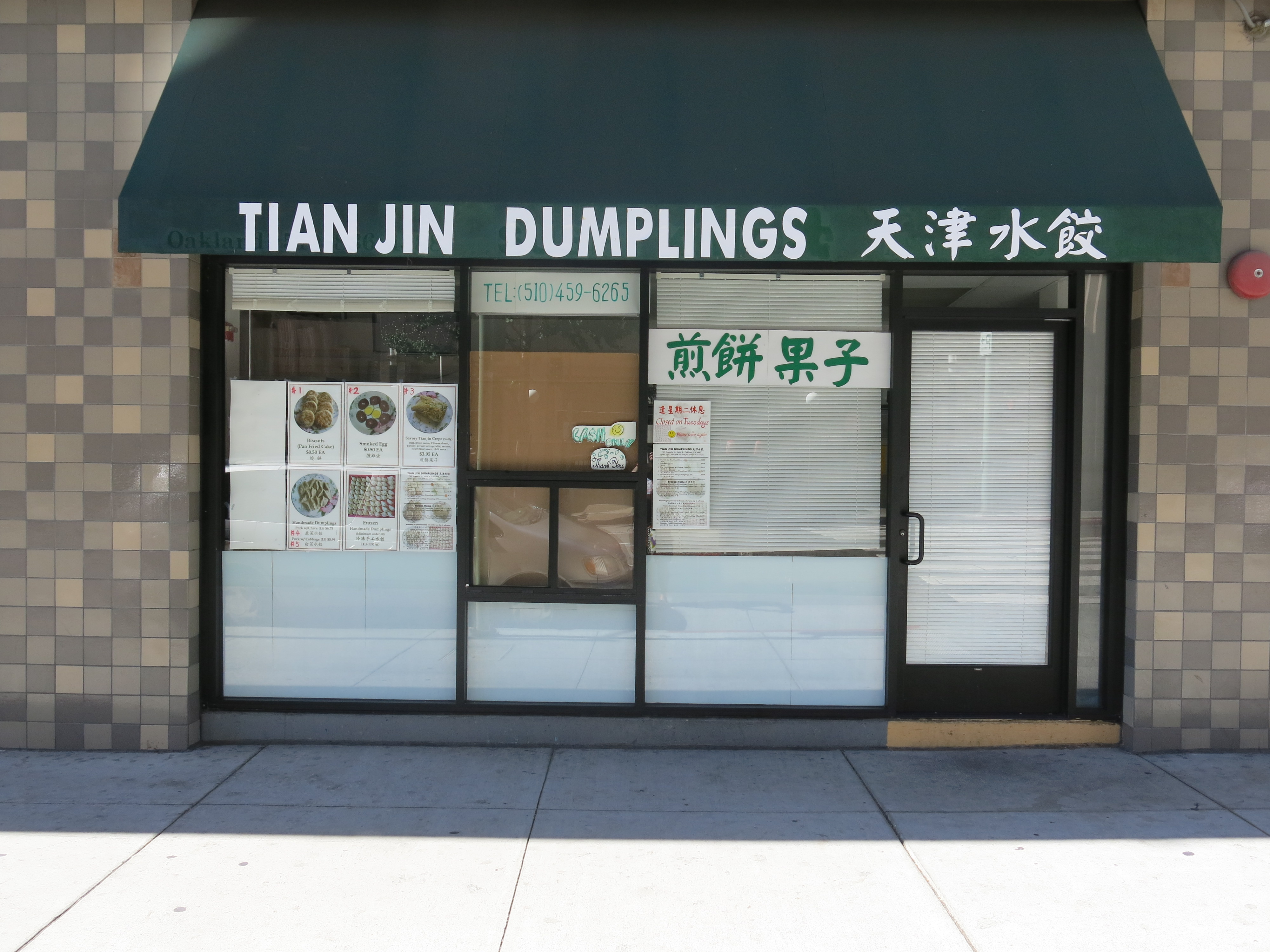
奥克兰卖煎饼馃子的餐饮店

2008年5月，天津市有关部门曾制定方案要求煎饼馃子摊贩统一品牌、外观和服务方式，同属“积极引导流动推车入店经营，引导个体门店发展连锁，引导连锁公司创建品牌”，但该方案并不具有可操作性。2017年，天津社科院社会学研究所所长张宝义曾呼吁天津政府应支持天津特色小吃走出天津。

## 制作
关于煎饼馃子的制作方法，天津市餐饮行业协会公布的T/TJCY 002-2018《天津地方传统名吃制作加工技术规范 天津煎饼馃子》团体标准给出了一种推荐方法和两种示例。

### 原料
1980年代以前，煎饼馃子的原料为绿豆面（绿豆）、小米面（小米），摊製饼皮时并不使用鸡蛋，辅料仅包括面酱、葱花。1980年代后，煎饼馃子的主流做法逐渐发展和有限改良。根据2018年公布的《天津地方传统名吃制作加工技术规范 天津煎饼馃子》团体标准，煎饼馃子以绿豆面（绿豆）、小米面（小米）、鸡蛋、面粉为原料，以面酱、腐乳、葱花、辣椒等为辅料。但在实际制作时，不同的商家会添加自制的调味料，因此各家煎饼馃子味道会稍有不同。由于对不同店家细微的差别的喜厌，形成了“家门口的煎饼馃子最正宗”的说法。

### 制作技艺

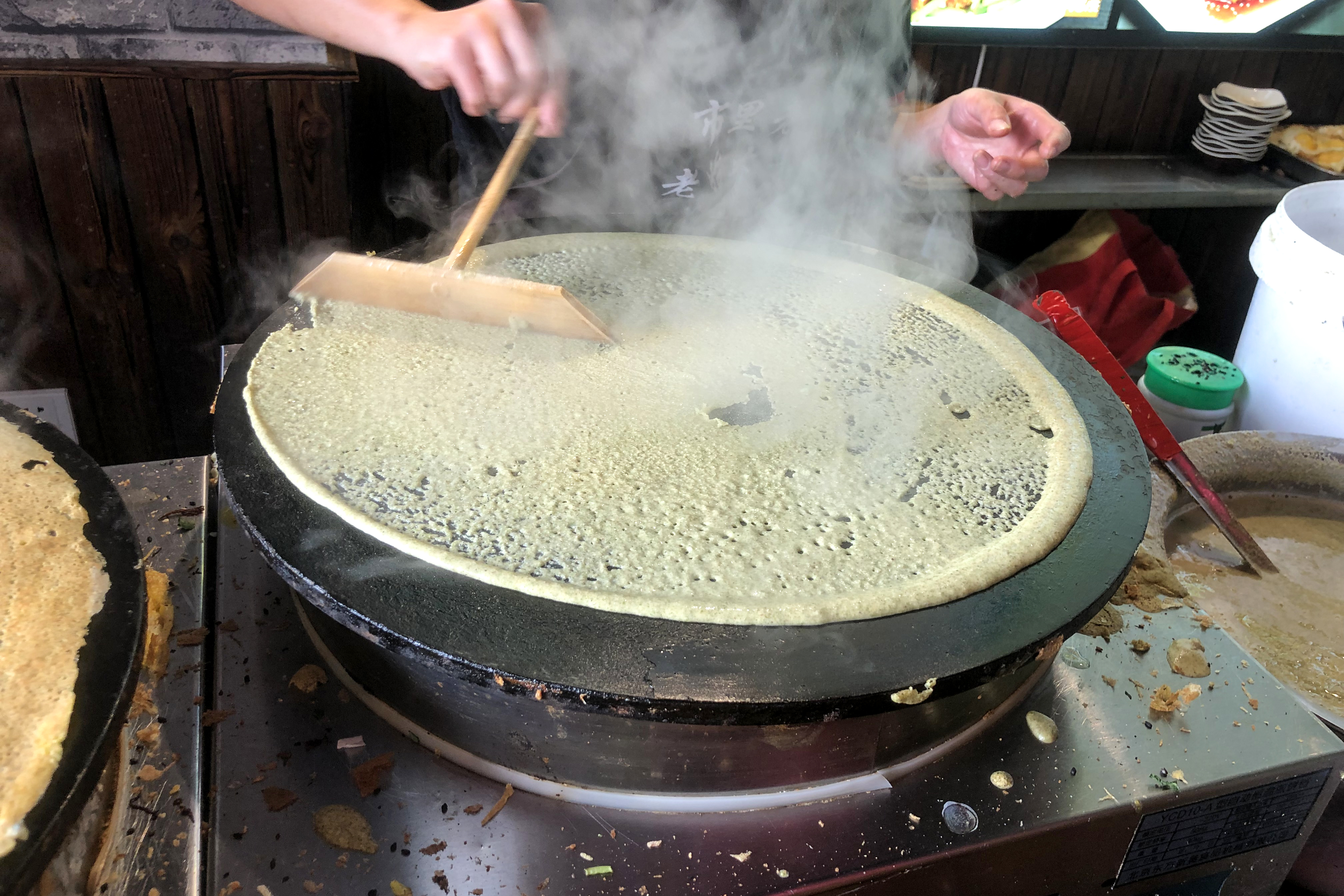
用面糊摊製煎饼馃子的饼皮

关于天津煎饼馃子的制作方法，最早的可查證紀錄出自1942年《津津月刊》第3期所刊载的《闲话天津》一文，當中如此记载：“法以绿豆磨汁，展成薄饼，中杂以小虾米及葱花，以平锅煎成，裹以馃子，或佐以面酱，味极甘美。”
经过不断地发展，特别是经历了物资匮乏和物资充裕的周期，煎饼馃子的原料辅料有了一定程度的演变。《天津地方传统名吃制作加工技术规范 天津煎饼馃子》对主流的天津风味煎饼馃子的制作方法进行了总结，并确定为非约束性的行业团体标准。
总的来说，摊製煎饼馃子的面粉原料以绿豆为主、小米为辅，与汤水混合制成面糊。汤水一般使用高汤或者纯净水，辅以五香粉等香料。制作时先将灶台饼铛烧热，点少量凉油，取凉面糊置于铛上，用推子将面糊推成圆饼形状，大小以直径约一根油条长度略长为准，并打上鸡蛋以相同方法摊开，覆盖饼面。此时视制作者方法和调料不同，可以在鸡蛋未定型时洒上芝麻、芫荽末或者葱花。待鸡蛋定型将熟时，用小铲掀起并翻面，放馃子或是馃蓖儿，并以煎饼的饼皮捲叠一层。其中，馃子是天津地区对油条的俗称。捲叠后，抹上主要辅料，通常最普遍的是甜面酱、腐乳酱和炸辣椒。加过调料后若鸡蛋已经完全定型熟透，则将初步卷好的煎饼对折捲叠，交与食客。
- 将馃子加热烘烤酥脆
- 用面糊摊製煎饼的饼皮
- 用煎饼饼皮包裹酥脆的馃子
- 在煎饼上涂抹酱料并折叠
- 煎饼馃子的成品

除传统的制作技艺外，煎饼馃子的制作也有新的尝试。2020年，天津工业大学陈付磊等师生研制了全自动煎饼馃子制作贩售一体机，实现了煎饼馃子机器从制作到贩售的一体化过程。

## 行业协会与标准

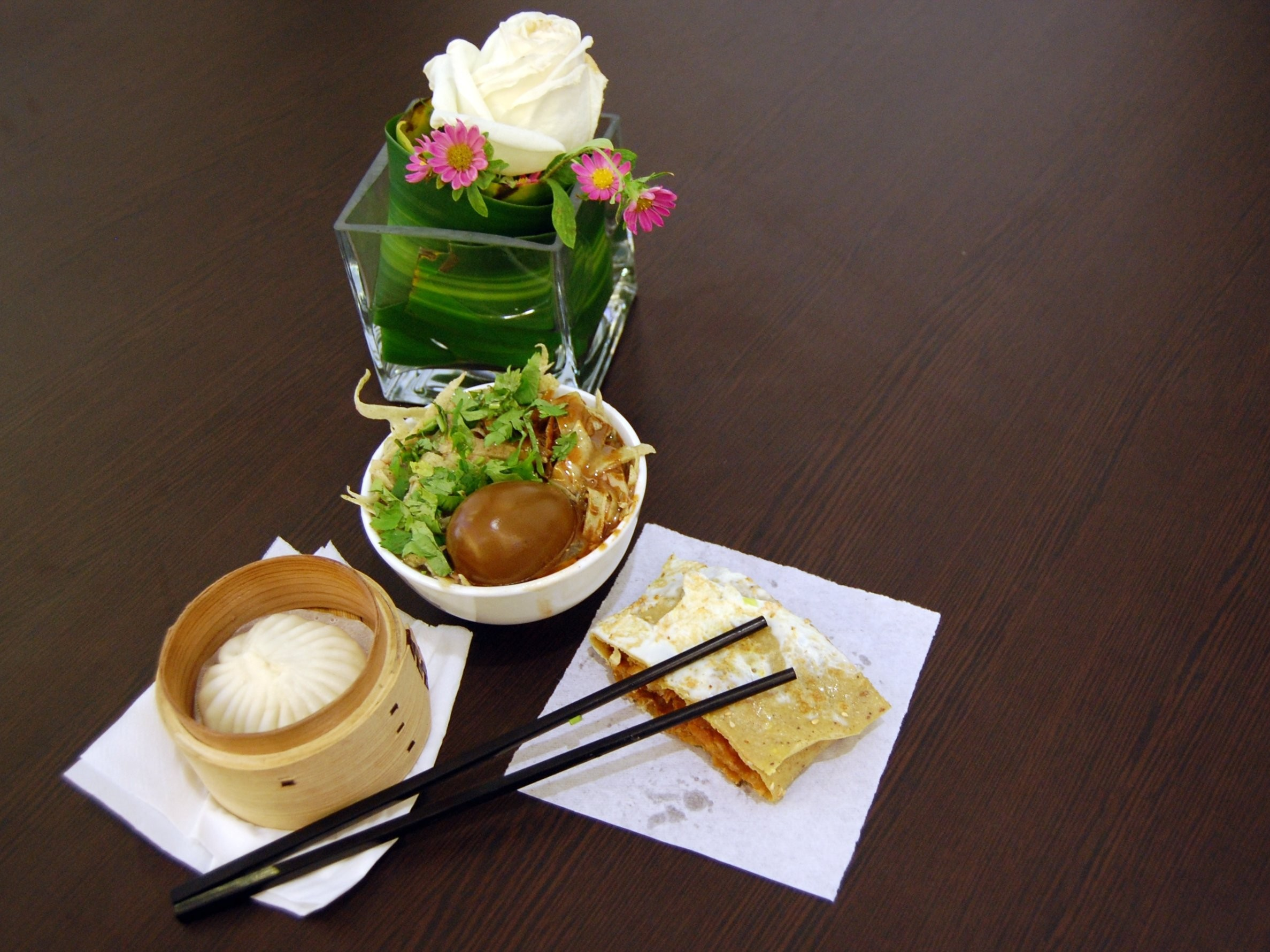
由左至右：狗不理包子、锅巴菜和煎饼馃子

### 行业协会
2018年3月5日，天津市餐饮行业协会煎饼馃子分会举办会员代表大会，天津市餐饮行业协会煎饼馃子分会正式成立。协会成立后，会员以天津地区为主，亦有北京、杭州地区会员加入。该协会在成立时表示将尽快制定团体标准。2019年4月，天津市餐饮行业协会对13家执行团体标准的店铺授予了天津煎饼馃子团体标准示范店的铭牌。2017年起，天津市餐饮行业协会每两年举办一次煎饼馃子大赛，评选最受欢迎的煎饼馃子。

### 行业标准
2016年，在天津市商务委员会、天津市市场监督管理委员会的支持下，天津市餐饮行业协会牵头开始起草《天津地方传统名吃制作加工技术规范》系列标准，煎饼馃子与杨村糕干、锅巴菜、麻花等均在计划之列。历时一年多的时间，煎饼馃子标准起草组调研了天津地区一百余家煎饼馃子店铺，先后修改十几稿。
2018年5月16日，天津市餐饮行业协会公布了T/TJCY 002-2018《天津地方传统名吃制作加工技术规范 天津煎饼馃子》的团体标准。该标准由天津市质量管理研究所提出，天津市餐饮协会归口，天津市质量管理研究所、天津市餐饮行业协会、天津市公共服务标准化技术委员会、天津食天下文化传播有限公司起草。该标准作为团体标准，不具有强制性，会员单位可约定采用，非会员社会经营者可自愿采用。

### 关注与争议
制定煎饼馃子团体标准一事，引发中国内地以及国际媒体的关注与争论。2018年1月，香港《南华早报》最早用英文报道了《如何制作正宗的煎饼：业者制定标准》。英国《每日电讯报》称，随着煎饼馃子成为新的世界美食流行潮流，其发源地正在力争保持它的传统味道。
在煎饼馃子团体标准出台前，诸多细节尚不明晰，外界对“团体标准”仅为推荐性标准不具强制性的属性亦不了解，故对于煎饼馃子是否应该制定标准存在争议讨论。既有支持的声音，认为制定标准可以促进天津煎饼馃子生产与经营的健康发展，但也有《北京日报》等媒体认为中华美食的魅力在于非标准化的特色，但也认可可以有些推荐标准和规范，但不应刻意和刻板。 对于标准化之后的煎饼馃子口味是否还正宗，更有评论者误以为团体标准有强制性而持否定态度，认为制定标准将会使舌尖上的体验受到束缚。也有一些人持中立态度，认为应对多样性的 “煎饼馃子”形态持宽容态度， 既保留传统又坚持创新。此外有评论者认为，该协会制定标准是一种值得借鉴的宣传手段。

## 文化与流行

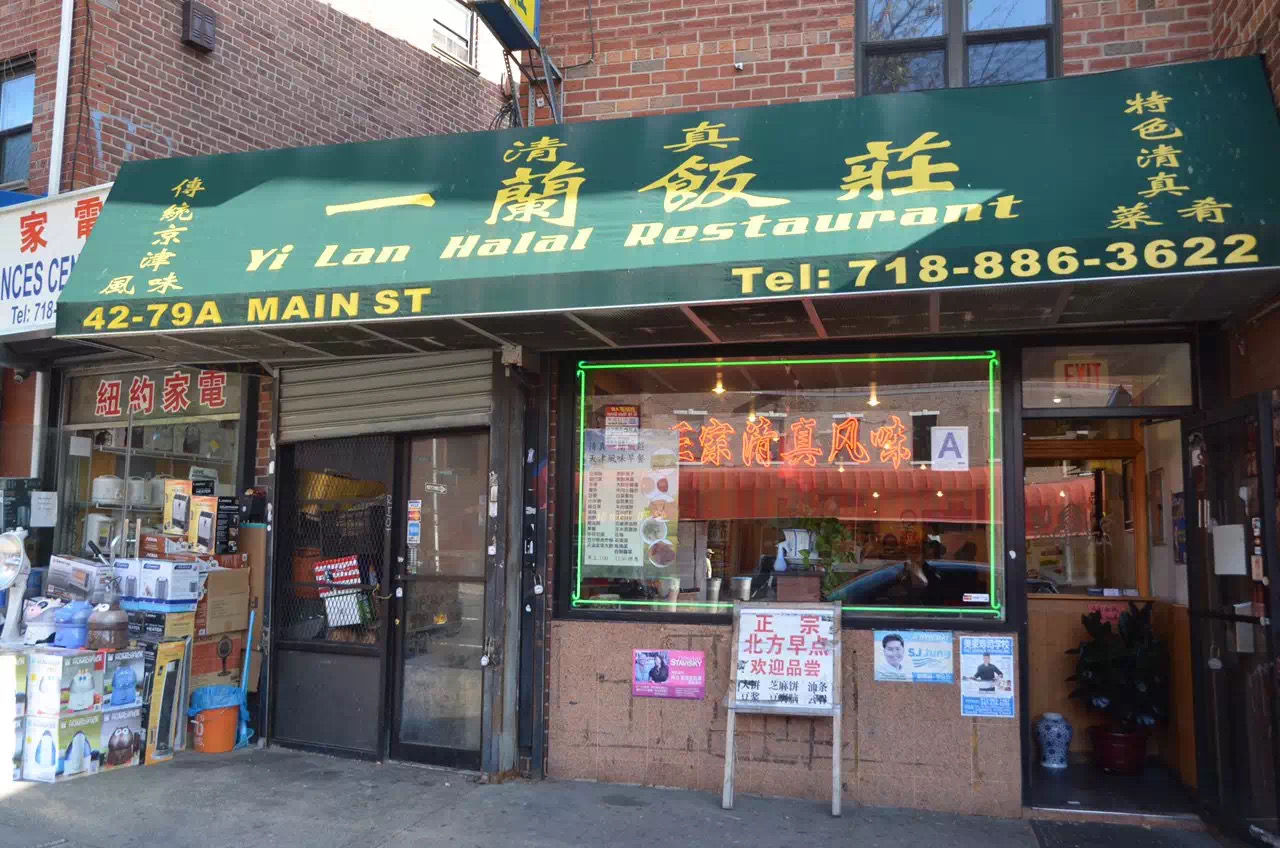
纽约一家售卖煎饼馃子的中餐厅

### 文化

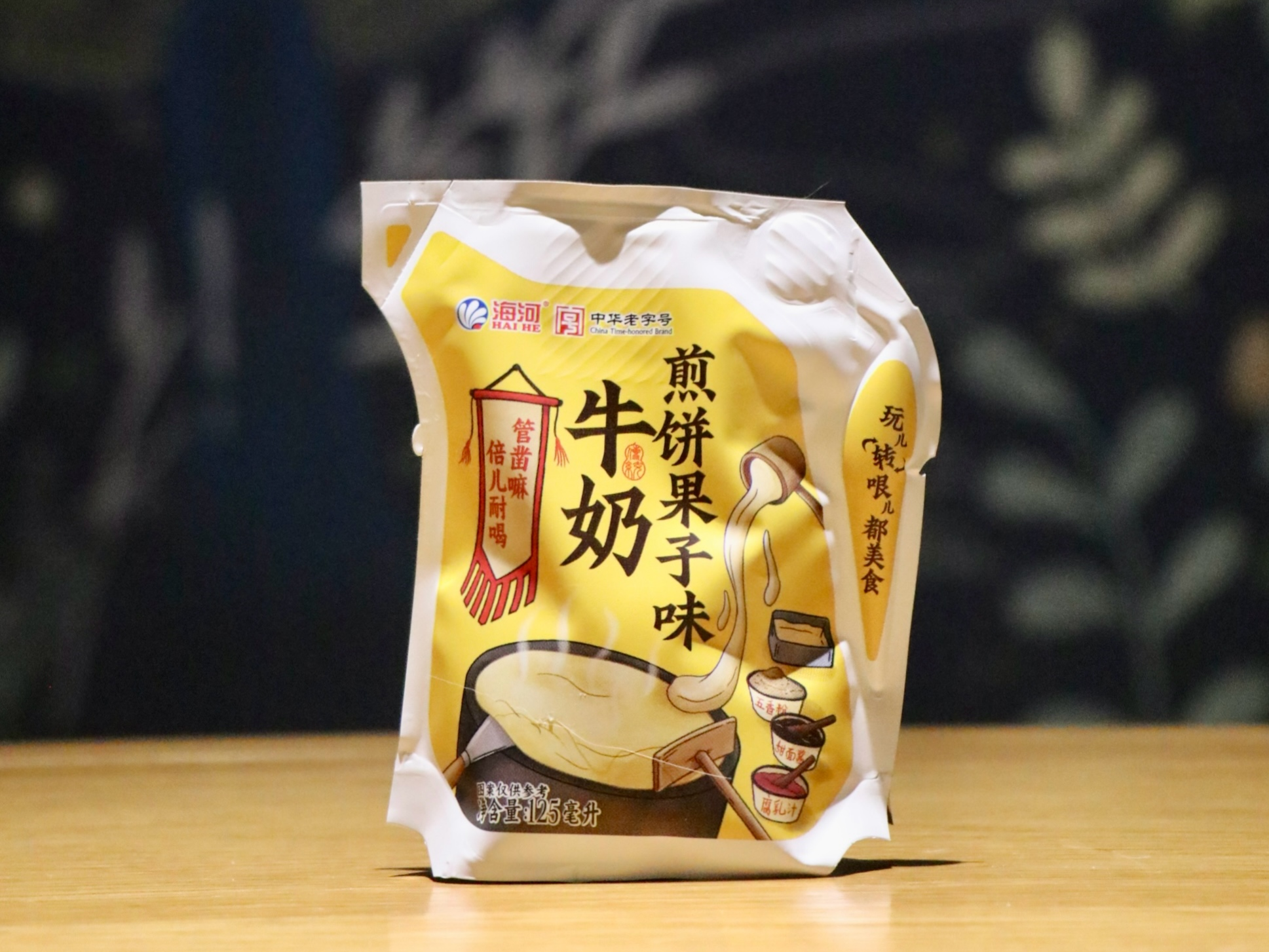
天津本土的海河乳业推出了煎饼馃子味牛奶

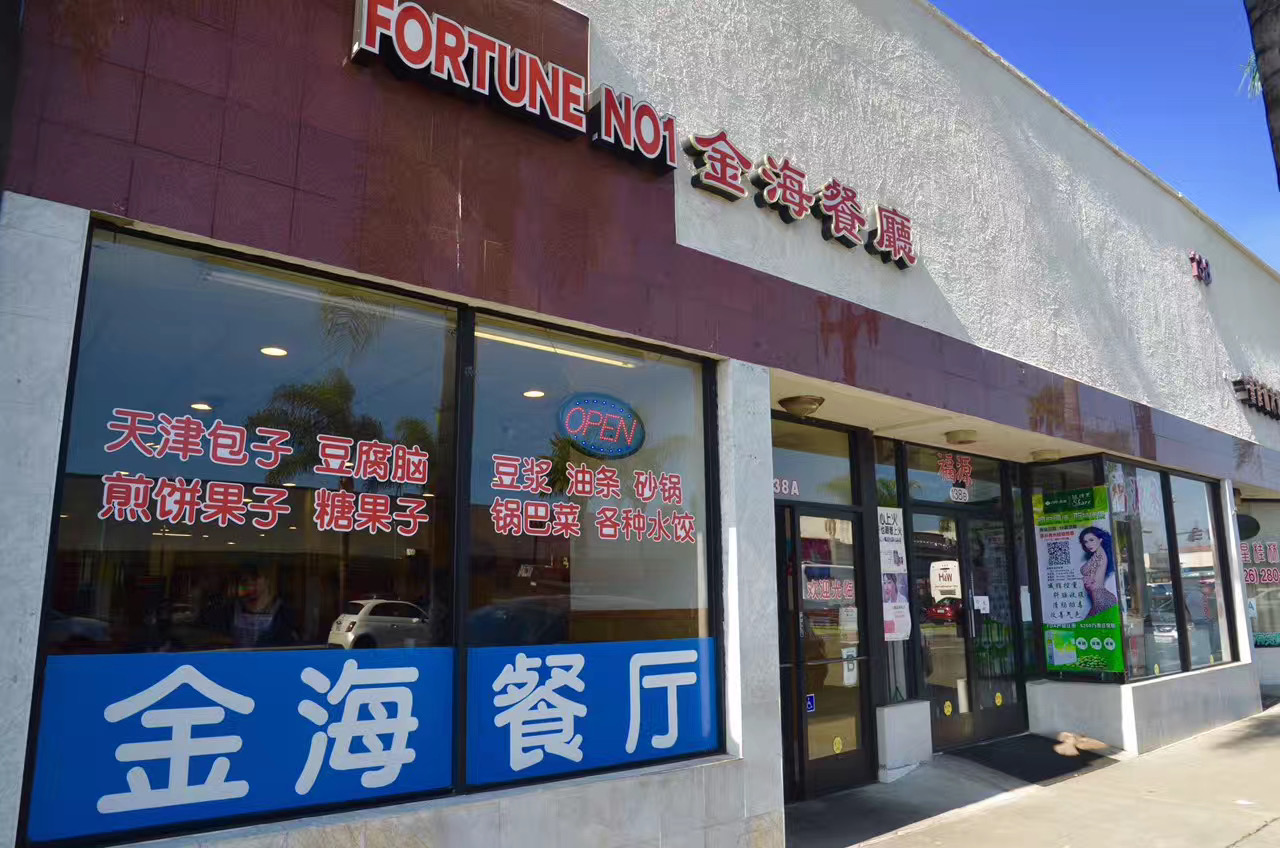
美国蒙特利公园市的一家天津风味中餐厅，售卖煎饼馃子等天津特色小吃

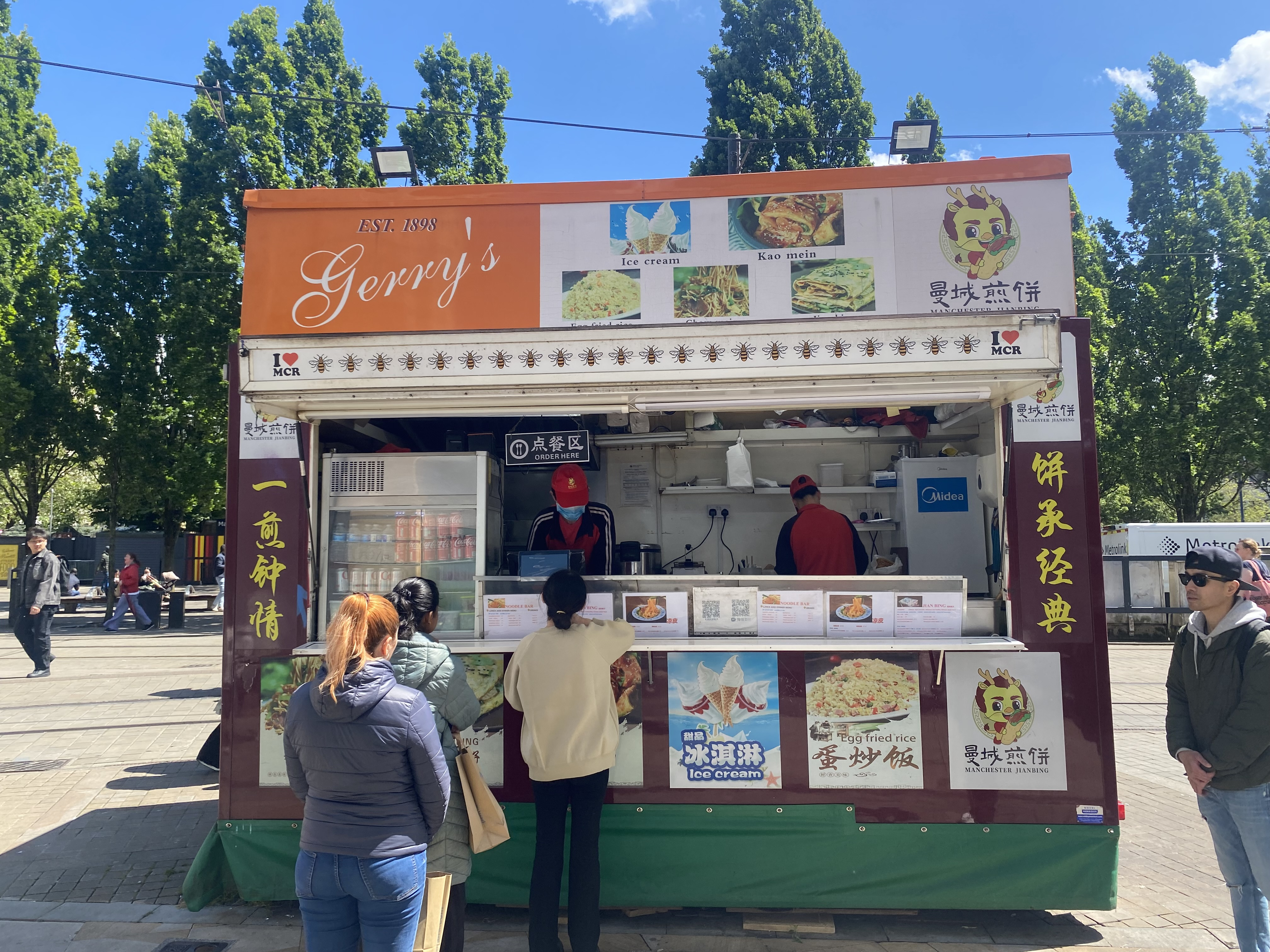
英国曼彻斯特曼城煎饼果子

煎饼馃子作为天津地区最普及和最受欢迎的早餐和小吃之一，在天津的饮食文化中有重要地位，已经成为天津的文化符号。煎饼馃子也出现天津本地的歇后语中。如“煎饼馃子翻车（跌跤）——乱套了”形容场面混乱；“煎饼馃子——一套儿一套儿的”形容人出口成章能言善辩；“煎饼馃子下毒药——别来这一套”比喻诡计被识破。煎饼馃子这一在天津遍布街头巷尾的民间小吃也被认为承载着家乡的情结。美国首位华裔女市长陈李琬若在其传记中透露，其童年在天津生活时喜欢吃煎饼馃子，其父李曜林在带她一起看京剧时会专门买上煎饼馃子看戏时吃。
2017年6月，煎饼馃子制作技艺入选天津市第四批市级非物质文化遗产名录。2019年中国旅游产业博览会上，煎饼馃子成为最受欢迎的小吃之一。夏季达沃斯论坛举办之际，煎饼馃子作为天津饮食的代表供与会代表品尝。2018年，巴西足球运动员亚历山大·帕托在天津权健队担任外援时，曾现身天津街头体验摊煎饼馃子并为天津餐饮协会拍摄《煎饼果子》音乐录影带（MV）。
2024年8月，天津本土乳制品生产企业海河乳业在牛奶中添加了绿豆面、小米面、腐乳汁、面酱和五香粉，推出了煎饼馃子味道的牛奶，走红网络。

### 流行
虽然中国多地各类煎饼制品均较为常见，但天津风味的传统煎饼馃子最初并不普及。1980年代，天津煎饼馃子开始在北京流行，无论是否按照天津做法，但诸多煎饼摊贩都喜欢挂出“天津煎饼馃子”或“正宗天津煎饼”的招牌。诸多天津人对于其坚守味道的传统性颇为执着。《天津日报》曾刊文以市井语言挖苦抨击对煎饼馃子的创新和改良做法。在天津购买煎饼馃子时，本地顾客可自带鸡蛋并使用鸡蛋的放置顺序来排队，已成天津的一种风俗，在外埠罕见。2018年，电视纪录片《舌尖上的中国3》曾掀起了一阵天津煎饼馃子的热潮。据粗略统计，2018年天津总共有2,000家以上的煎饼馃子摊，每家日均销售150套，一年的总产值不低于5亿元。但天津的煎饼馃子由于大多是个人摊贩在制作售卖，故长久以来存在缺乏品牌经营的问题，天津社科院社会学研究所所长张宝义曾呼吁天津政府应支持天津特色小吃走出天津。2020年1月，天津市选派近1,300名医护人员驰援湖北防控新冠疫情之际，同时派出了厨师团队为天津医疗志愿团队专门制作锅巴菜和煎饼馃子等天津特色早餐。2024年9月，刘若英在天津演唱会巡演结束后，曾深夜专程到现场购买煎饼馃子。
近年，随着天津在海外的移民逐渐增多，煎饼馃子也随之来到海外。如天津市河北区曾有一位经营饭店的厨师，退休后定居在英国伦敦，便开始在伦敦经营煎饼馃子并在中国留学生群体中率先流行。后来，天津风味煎饼馃子或在此基础上改良的煎饼馃子逐渐流行，在世界各地均有餐饮业者贩卖。诸如美国纽约、洛杉矶、蒙特利公园市、西雅图、芝加哥、旧金山、澳大利亞首都堪培拉、英国伦敦、阿联酋迪拜等地均有天津移民贩卖包含天津风味煎饼果子在内的天津特色饮食。
- 美国纽约一家中餐厅的煎饼馃子
- 加拿大卡尔加里的煎饼馃子
- 美国蒙特利公园市的煎饼馃子
- 迪拜的煎饼馃子
- 东京的煎饼馃子，有较大改良